# Asmate ravouxi
Asmate ravouxi är en fjärilsart som beskrevs av Thierry-mieg 1910. Asmate ravouxi ingår i släktet Asmate och familjen mätare. Inga underarter finns listade i Catalogue of Life.